# 氫能載具

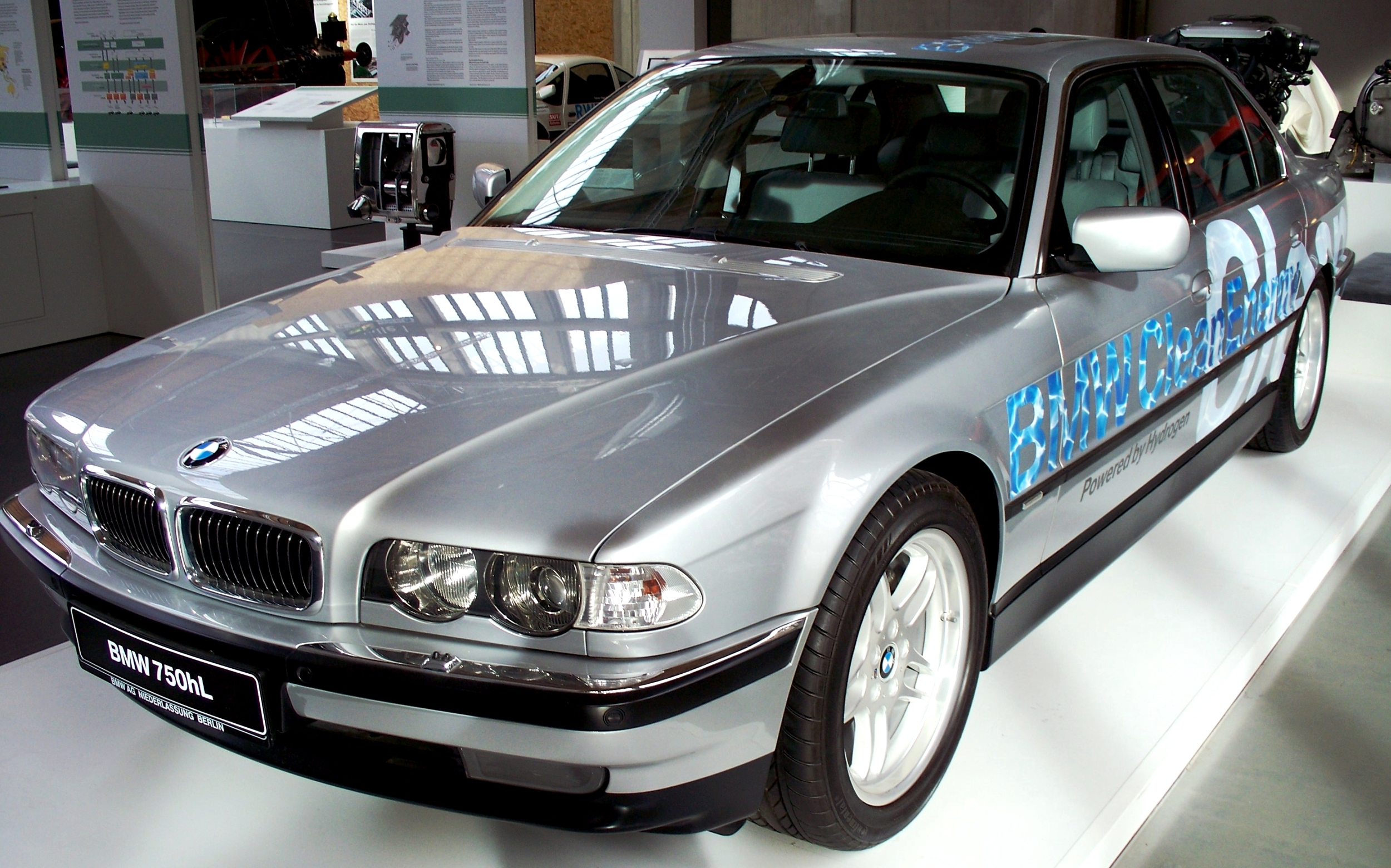
BMW Hydrogen 7

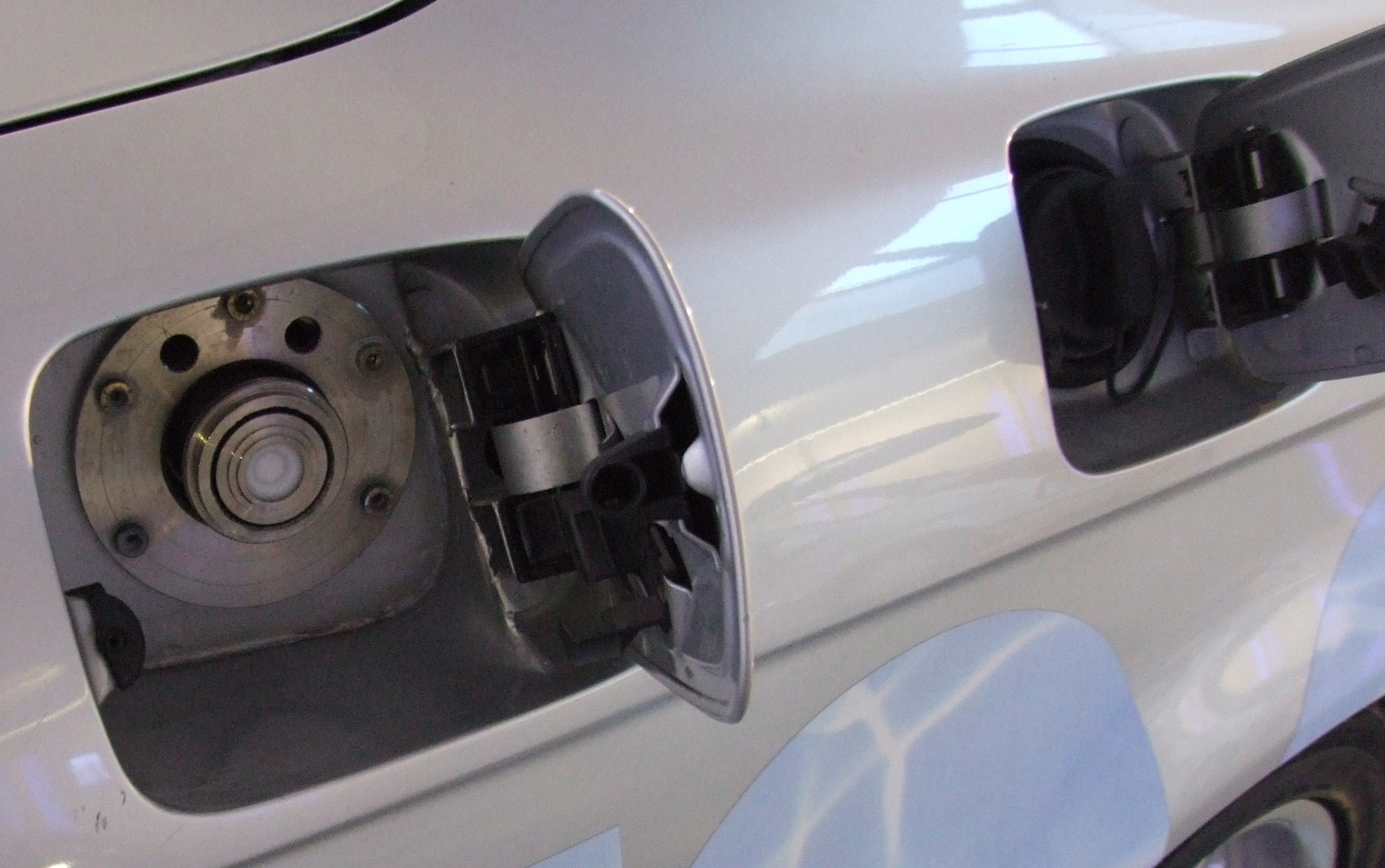

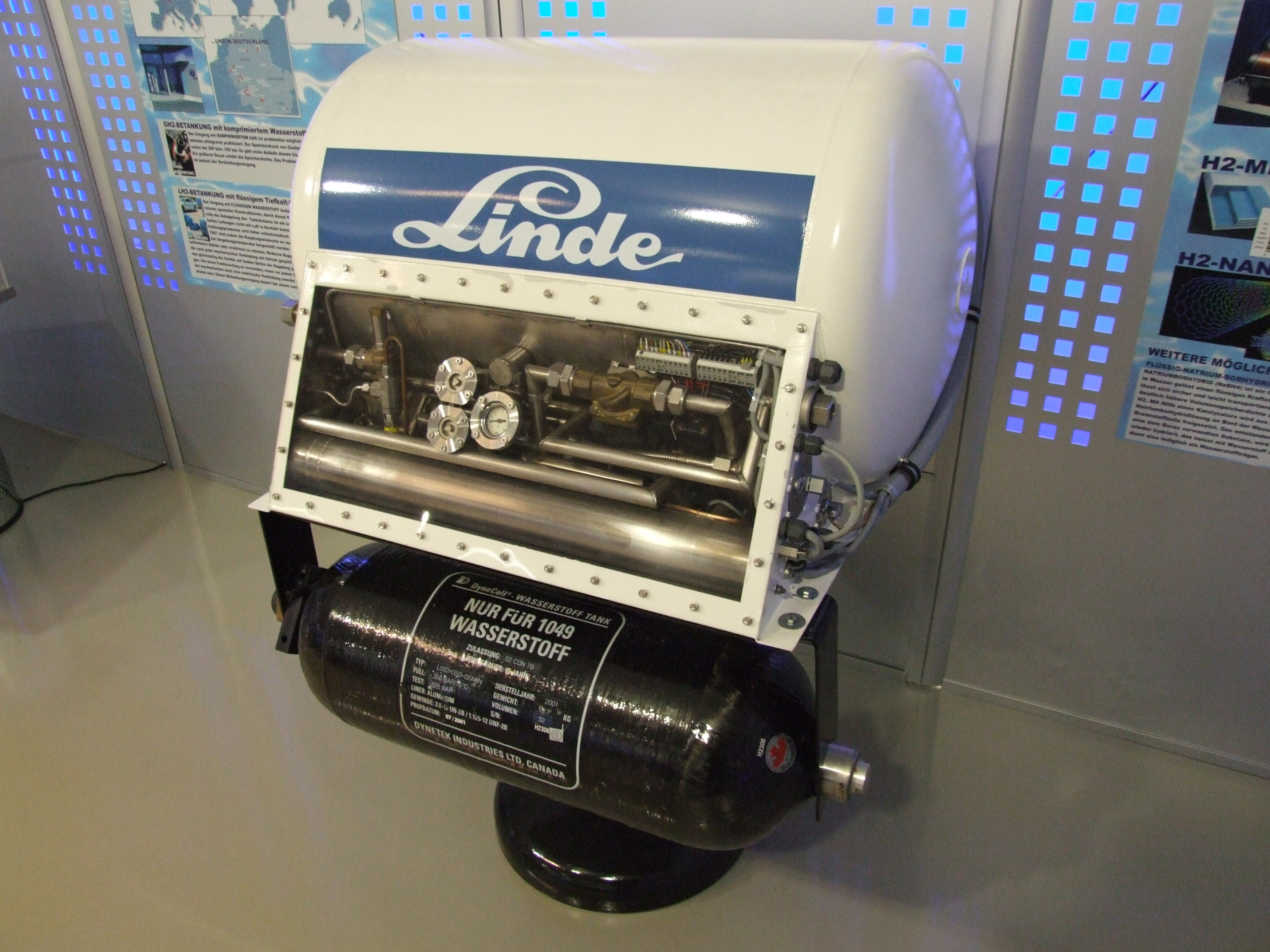
Linde的液體氫氣箱

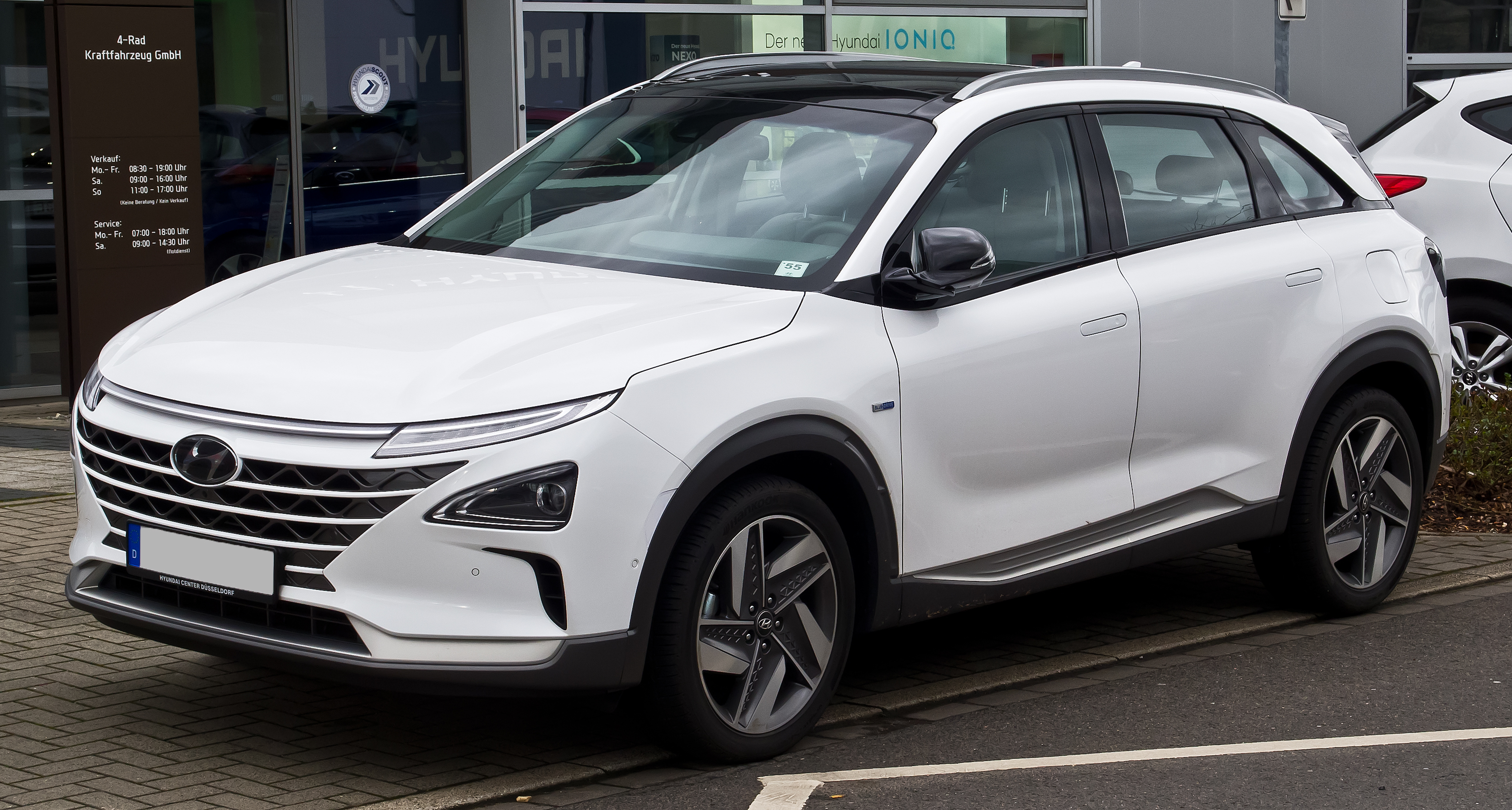
現代 Nexo

氫能載具（英語：Hydrogen vehicle），或稱氫燃料載具、氫動力載具，是使用氢燃料作为动力的載具。这类載具把氢的化学能转换为机械能，是通过燃烧的内燃机中的氢或通过在燃料电池中的氧与氢反应来运行电动机。使用氫為能源的最大好處是它能跟空氣中的氧，產生水蒸氣排出，有效減少了其他石油燃料載具造成的空氣污染問題。广泛使用氢助长交通是在提议中的氢经济的一个关键因素。

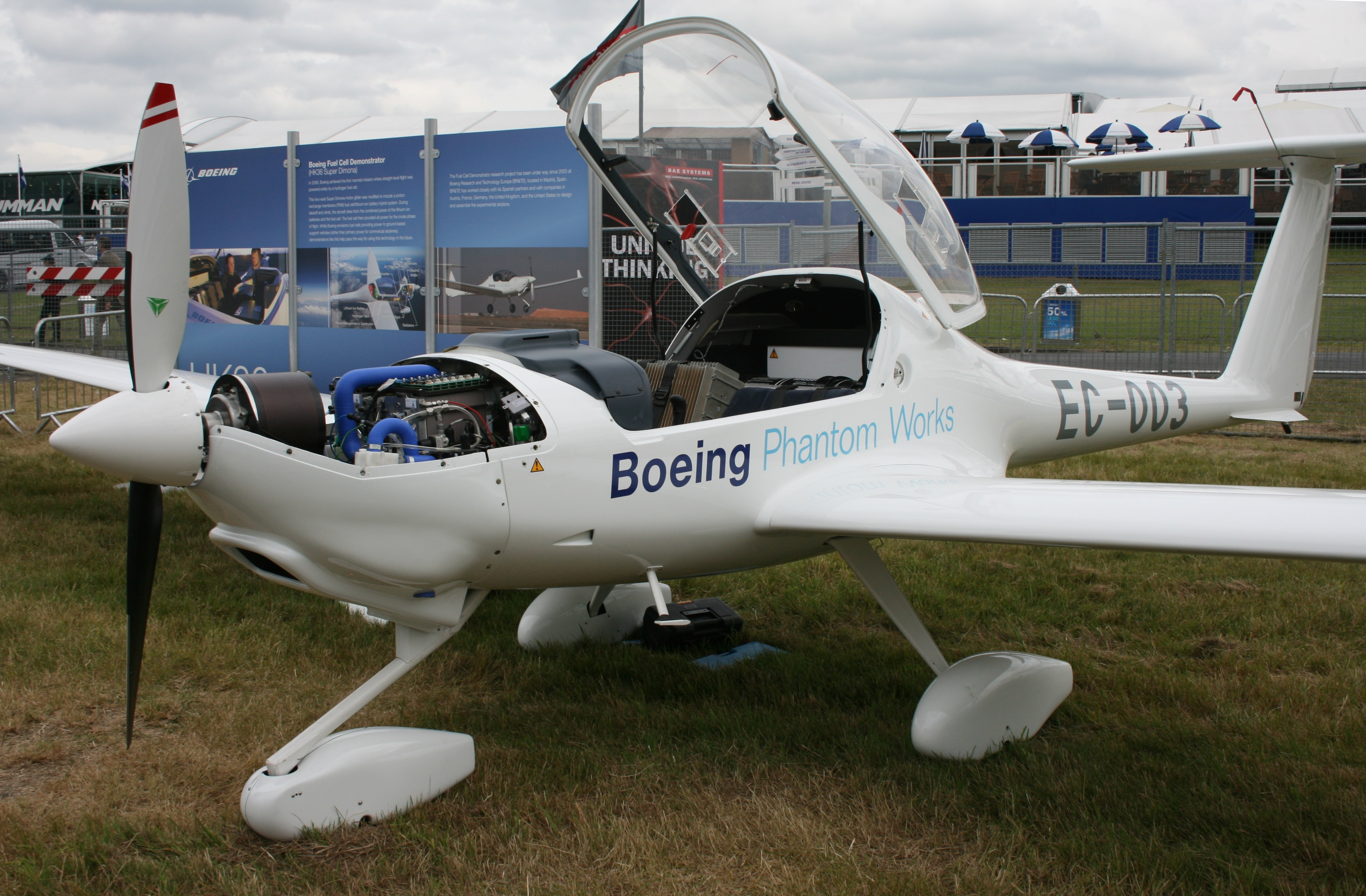
2008年展示的氫能飛機。

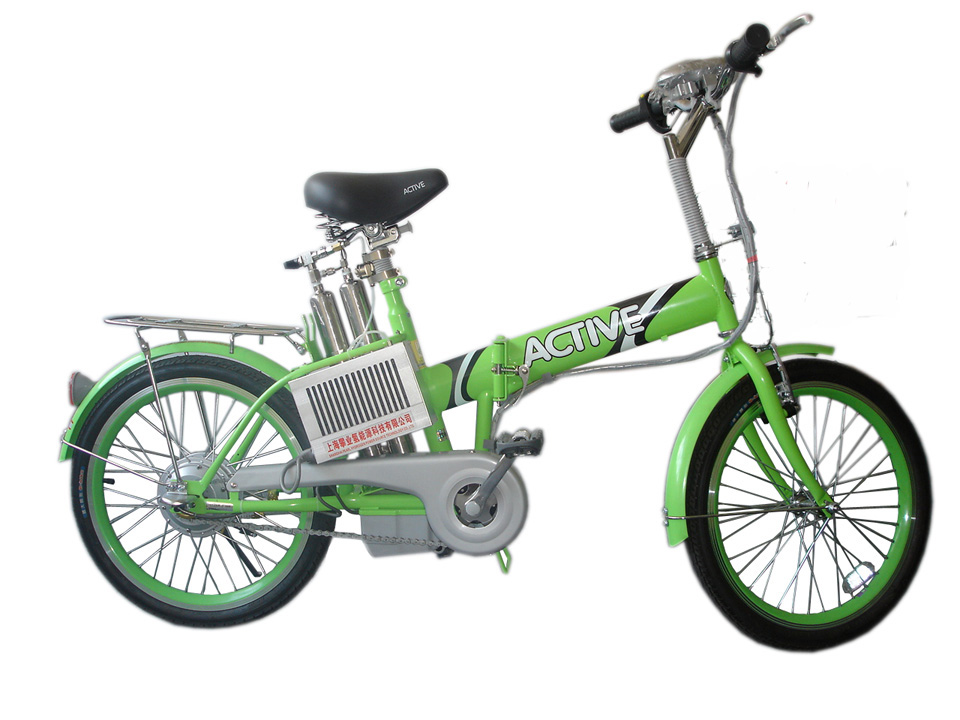
2007年的氫能自行車。

氫內燃載具（HICEV）是以一般內燃機為基礎改良而成，以內燃機燃燒氫氣（通常透過分解甲烷或電解水取得）及空氣中的氧產生動力，要實現並不困難，困難之處在於如何降低成本及達至安全，以及安全地解決氫氣供應、儲存的問題後才可以推出市場。而氫燃料電池載具（Fuel cell vehicle-FCEV）是使氫或含氫物質及空氣中的氧通過燃料電池以產生電力，再以電力推動電動機，由電動機推動載具。
氫作為潔淨能源有重要問題須要解決：
1. 氫本身是溫室氣體，其溫室效應作用是二氧化碳的11.6倍。在生產、儲存、運輸及使用氫時，難免會有洩漏，以現時同樣作為氣體燃料的甲烷為例，因洩漏而導致的溫室效應佔整體的25%，因此這是一個不可忽視的問題。
2. 生產氫氣有很多方法，但現時仍未有可俱商業規模、成本低且又環保的方法。
3. 氢气的分子直径非常小，而且会使许多容器材料产生氢脆，很容易发生泄漏。
4. 氢气发生氧化自燃的浓度范围为4～74％，燃烧时还会伴随剧烈的爆炸，因此作为车辆燃料存在很大的安全隐患，特别是出现车祸意外的时候。

## 氫燃料電池動力
1960年代後期，Roger E. Billings製造了燃料電池的原型。

### 三個發展障礙
在燃料電池氫能車的發展主要有三個障礙：

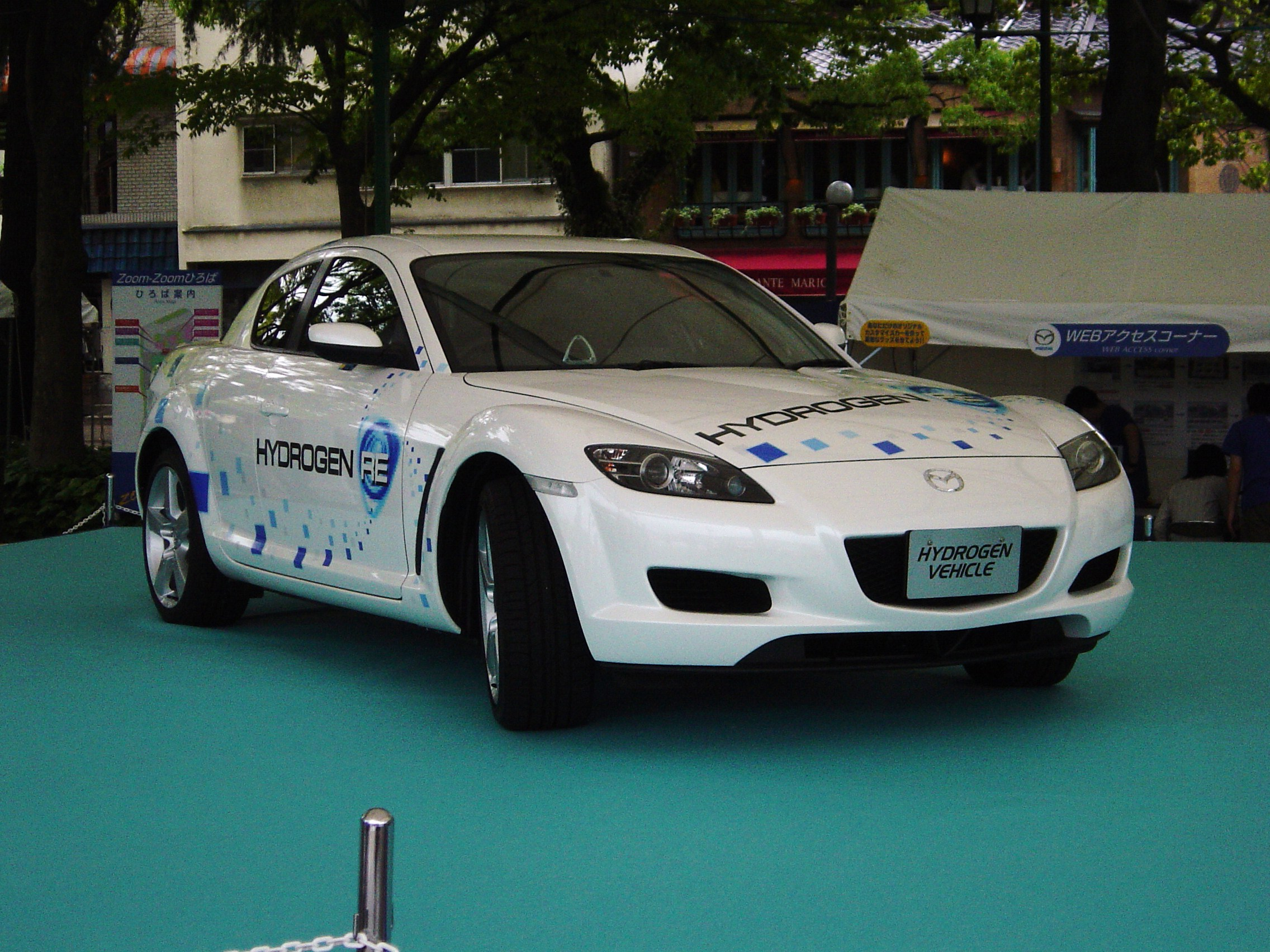
馬自達RX-8轉子引擎氫能兩用車

1. 氫的密度很低，就算燃料以液態形式儲存在低溫瓶或壓縮氣體瓶，在那些空間能夠儲存的能量十分有限，而氫能車比起其他汽車就十分受限。而氫氣也不應該大量外溢到大氣層中，不然可能會破壞臭氧層。有些研究已經用特別結晶體來儲存氫在較高密度的環境中，而且更安全。另外一種方法是不儲存氫分子，而使用氫重組器來從傳統燃料如甲烷、汽油和乙醇，提取氫。從環保的角度來看可能並不合適，因為這依賴於化石燃料。可是，這是有效的重組程序，而且避免了儲存及運送氫的難題。使用重組過的汽油或乙醇來推動燃料電池，不但幾乎無空氣污染問題，能量轉換效率也比內燃機高（可有效減少二氧化碳排放）。
2. 製造在氫能車提供電力可靠燃料電池，耗資頗高。科學家努力研究令燃料電池的成本盡量便宜，同時又有足夠硬度以抵受撞擊和震動這些車輛的基本問題。燃料電池的設計大都脆弱，故不能在那些情況下保存。加上很多設計都需要稀有物如鉑作為催化劑，令工作更順暢，而催化劑可能污染氫的純淨度，不利氫的提供。
3. 氫可作為能量的攜帶者而非能源。它必須從化石燃料或其他能源提取，因此引起能量的流失（因為從其他能源到氫又回到能量的轉換並非百分百有效）。

過去常被討論的方案是發展新的核反應爐，提供高溫及電能，電解高溫水蒸氣的效率較高；但是新的核反應爐必許滿足「無核廢料問題」及「不維持就停止反應」的基本條件。
加拿大 Solar Hydrogen Energy Corporation 公司於2004年展示直接從太陽和水，透過金屬的催化劑，產生了氫的方法。這或能使從太陽能轉成氫有一個便宜、直接、清潔的途徑。

## 氫內燃機動力

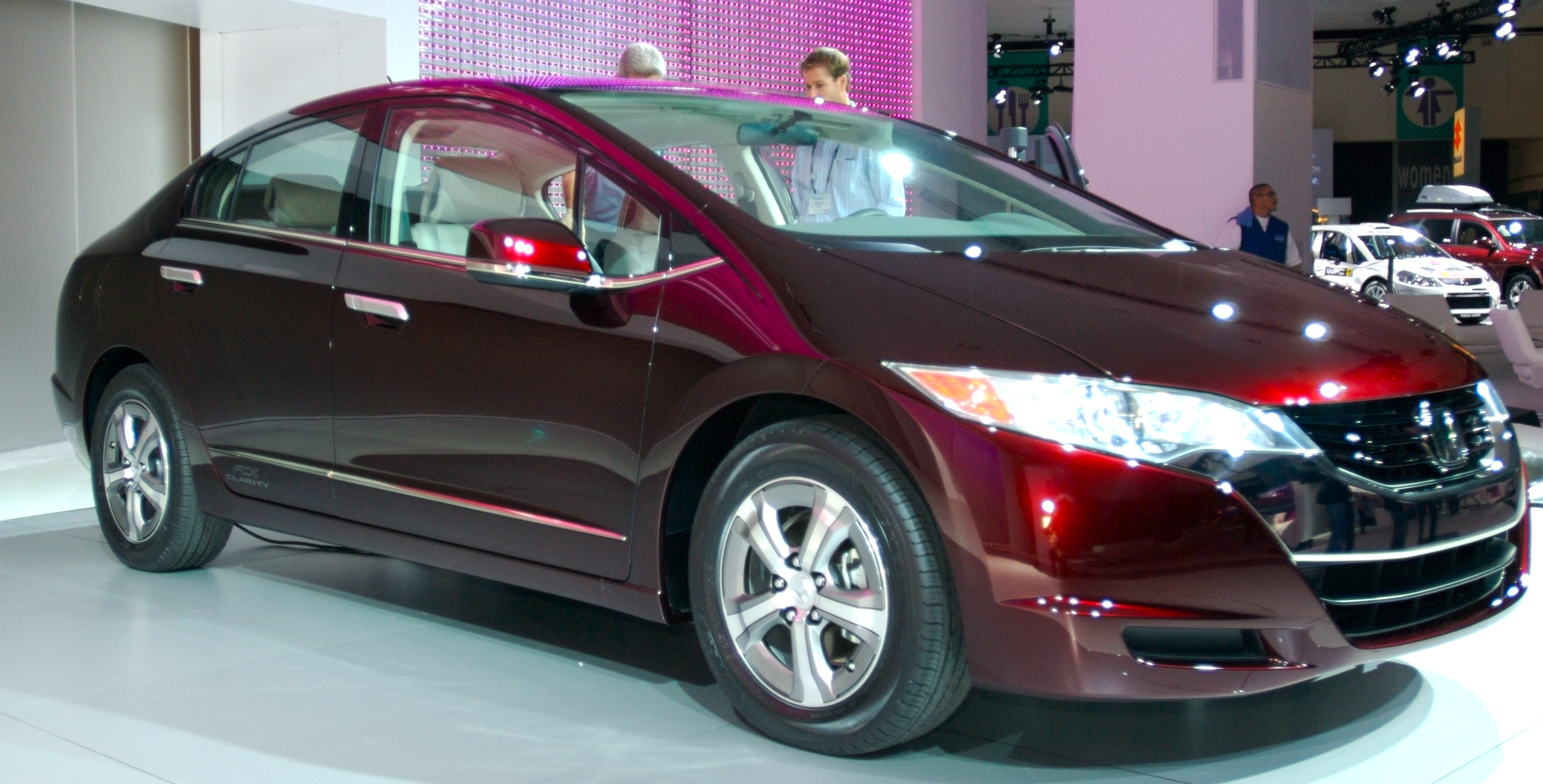
本田FCX Clarity是氫燃料電池演示車, 2008

氫內燃車和氫燃料電池車不同。氫內燃車是傳統汽油內燃機車的帶小量改動的版本。氫內燃直接燃燒氫，不使用其他燃料或產生水蒸氣排出。這些車的問題是氫燃料很快耗盡。載滿氫氣的儲罐只能行駛數英里，很快便沒能量。另一方面，各色各樣的方法正在研究以減少耗用的空間，例如用液態氫或氫化物。
1807年Isaac de Rivas製造了首輛氫內燃車。可惜該設計甚不成功。寶馬的氫內燃車有更多的力量，比氫燃料電池車更快。寶馬的氫能車以三百公里每小時創下了氫能車的最高速記錄。馬自達已在開發燒氫的轉子引擎。該轉子引擎反覆轉動，故氫從開口在引擎內的不同部分燃燒，減少突然爆炸這個氫燃料活塞引擎的問題。
其他重要車輛生產商如通用汽車和DaimlerChrysler公司，投資在較慢較弱但較有效的氫燃料電池。

## 產業發展
多間公司都有研發氫氣車，資金有來自私人及政府，但福特汽車已經放棄，並將資源投放於純電動車上；雷諾-日產汽車在2009年宣佈停止研發氫氣車；通用汽車公司在2009年10月宣布減少在氫氣車的研發，原因是認為氫氣車距實用化還有相當距離。
2009年，日產在日本發起新FCV計劃，之後在10月，日產、福特汽車、通用汽車、現代集團、豐田、戴姆勒、雷諾、起亞汽車發表聯合聲明，將研發燃料電池車，預計2015年完成。2011年，現代集團發表其Blue2燃料電池車(FCEV)，預計2014年推出。
2016年9月中國扬子江汽车集团實驗生产线製造一台常溫常壓氫能儲存公車泰歌號，該實驗車已有部分商業運行能力，實驗車採用化學吸收劑將液態氫吸收混和其中，之後再用催化劑還原釋放，降低氫氣的危性和運輸成本，現有氫氣儲存有低溫和高壓儲存兩種，低溫需耗費大量電能和高壓鋼瓶價格造成成本提高，低溫儲存和高壓儲存仍有安全上的疑慮。泰歌號實驗車的技術是程寒松教授在千人计划中研發的“常溫常壓儲氫技術”，可以利用現有加油站和石油輸送體系運輸，減少氫燃料在氫經濟的運送成本。

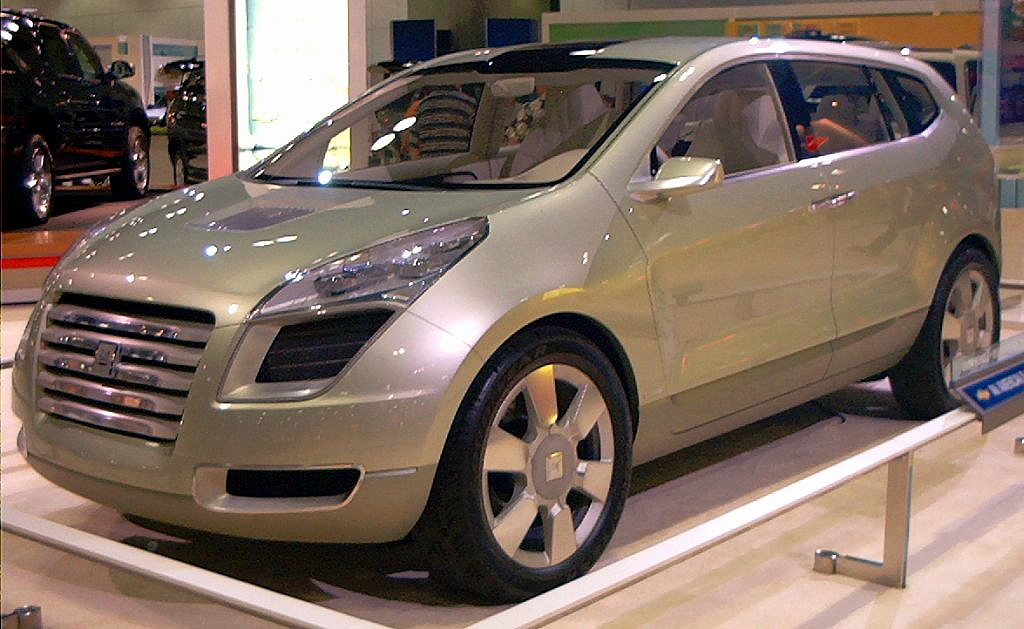
通用Sequel

- BMW Hydrogen 7（英语：Hydrogen 7），使用氫與汽油兩用內燃機，2007年限量生產上市 (使用氫燃料時最遠行程為200km)。
- 本田 FCX Clarity（英语：Honda FCX Clarity），使用氫燃料電池，2008年以出租車輛推出，預計2018年正式大量生產。但2010年本田推出純電動車。
- 豐田Mirai，使用氫燃料電池，以2013年展出的FCV概念車為原型

### 量產原型車
- 氫燃料電池
  - 上汽大通MAXUS EUNIQ7
  - 菲亞特 Panda Hydrogen
  - 福特汽車公司 Focus FCV
  - 通用汽車公司 HydroGen3
  - 現代汽車公司
    - Santa Fe FCEV-Fuel cell
    - Tucson FCEV-Fuel cell
    - ix35 FCEV-Fuel cell
    - NEXO

  - 梅塞德斯-朋馳
    - A-Class F-Cell
    - B-Class F-Cell

  - 大眾汽車
    - Bora Hy-motion
    - Touran Hy-motion
- 氫與汽油兩用內燃機
  - 馬自達 RX-8
- 氫與汽油兩用內燃機 + 電池動力
  - 馬自達 5
- 混合動力
  - 日產汽車 X-Trail FCHV
  - 豐田 FCHV

### 概念車
- 混合動力
  - 摩根 LIFEcar
    - Quark

  - 扬子江汽车
    - 泰歌号 (常溫常壓系統)

## 爭議
對於以氫作為能源的其中一個批評是，克服技術及經濟上的問題需時可能要數十年，與其將資源集中在發展氫能源，不如發展其他更易實現的方法。
2006年，記錄片“谁消灭了电动车”中，前美國能源部主任Joe Romm說：氫能車輛是最低效率、最貴的減少溫室氣體排放方法之一。在2014年，他重新仍然慳持這觀點。
2008年，月刊雜誌连线報導：氫能源技術可能需過40年或更久才能發展成熟到可以取代汽油。但這這對解決全球暖化問題來說太遲了。Energy Victory的作者 Robert Zubrin說氫能源是各種可能源中最差的一種。
2009年洛杉磯時報這樣寫：氫能是最差的車輛推動能源。
經濟學人指出大部份氣都是以蒸汽重整方法制造，這方法所做成的碳排放不會比現有汽車少。
華盛頓郵報執問：當全美國都廣泛安裝了電動車充電設施時，為何仍要將能量以氫的形式儲存作需要時發電之用？
2013年，大众汽车Rudolf Krebs說：無論汽車設計如何優良，整體效率仍然受制於物理定律，最高效率的車輛推動方式是電能，氫推動車輛只有當以能量來源是潔淨能源才有意義，但潔淨能源轉為氫時效率只得40%！然後再花耗能源以高壓把氫存入儲存器皿，之後，以燃料電池以氫產生電力的過程又再加添一些能量損耗，整體能量效率只得30%到40%之間。
2016年，來自史丹福大學及慕尼黑工業大學的科學家在Energy期刊研究得出的結論指出，即使在就近地方生產氫，全電動車仍然是較為經濟的碳減排選擇。
2017年，最好的氫燃料電池車比全電動車消耗多三倍的電力，排放的溫室氣體也較多，而且態運作費用也較高。
2019年，Real Engineering 的一視頻中指出，使用氫燃料電池車對減少碳排放沒有幫助，因為95%的氫是以石化燃料轉化得出，過程中排出二氧化碳，而以水生產氫的能源效率很低，以高壓儲存氫的過程也消耗不小能源，運送氫也樣消耗能源及有碳排放。氫電池車每公里的行駛成本是純電動車的8倍。本田歐洲主席Katsushi Inoue說：我們現專注於混能或純電動車，氫燃料電池車或將實用化，但這會是下一個時代的事。
自2020年開始的研究報告指，氫燃料電池車的效率只有38%，而純電動車則有80%至90%。
2021年，由CleanTechnica的研究報道指，氫燃料電池車的效率仍低於純電動車，而主要的氫生產方法會產生碳排放，而氫燃料電池車的優勢：長行走里程及快速燃料補充，在電池及充電方法改進下已快速減小。而科學月判Nature Electronics也同意這觀點。
2022年，雜誌Recharge認為船以氨或甲醇推動比氫更可行。
2023年，国际气候与环境研究中心 (CICERO)估計，漏出的氫會產生比二氧化碳高11.6倍的溫室效應。

## 外部連結
- 央視官方頻道-氫能新未來 （页面存档备份，存于）
- 新型燃料電池車「FCXクラリティ」の生産を開始 （页面存档备份，存于）
- 香港電台節目-我是地球兒 選擇的時候 （页面存档备份，存于）
- 科學人雜誌：加滿氫再上路 （页面存档备份，存于）
- 供給氫動力的拖拉機 / 供给氢动力的拖拉机 / Hydrogen-powered tractor